# Columbo: Schritte aus dem Schatten
Schritte aus dem Schatten (Originaltitel: Lady in Waiting) ist eine erstmals im Rahmen der NBC-Mystery-Movie-Serie gesendete Episode der Kriminalfilm-Reihe Columbo aus dem Jahr 1971. Die deutschsprachige Erstausstrahlung der fünften Folge der ersten Staffel folgte 1975 im Ersten Deutschen Fernsehen. Die Emmy-prämierte kanadische Schauspielerin Susan Clark verkörpert als brudermordende Beth Chadwick die Gegenspielerin von Inspektor Columbo, dargestellt von Peter Falk.

## Handlung

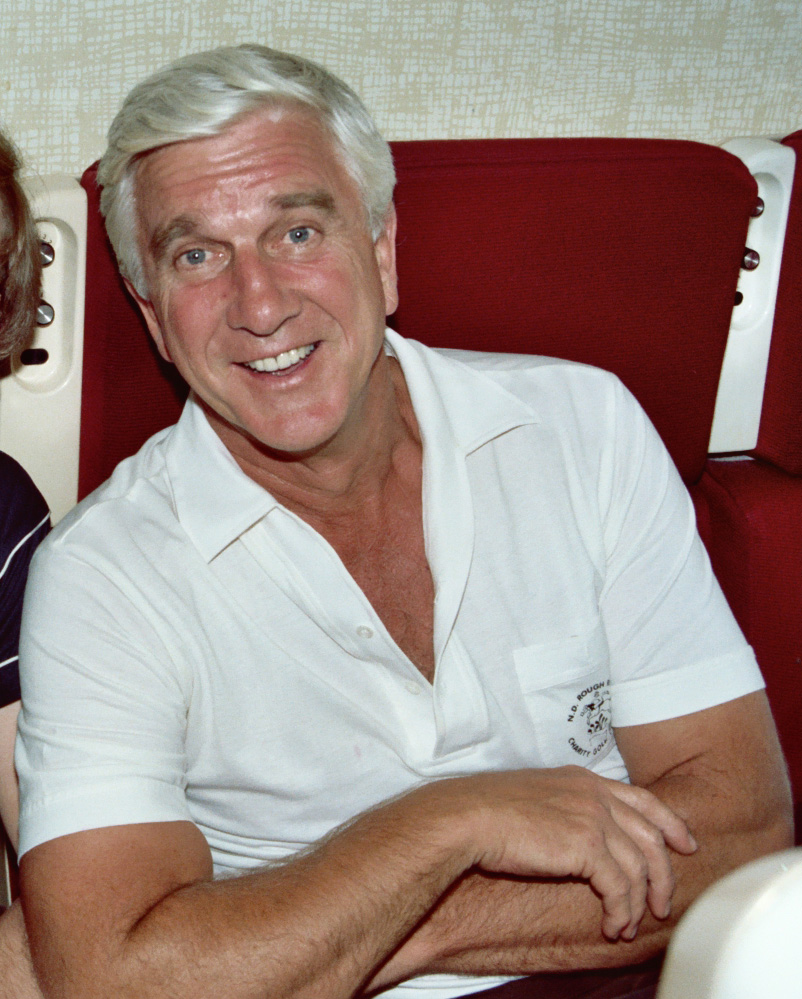
Leslie Nielsen spielt als Peter Hamilton den Lebenspartner der Mörderin Beth Chadwick

Beth Chadwick ist das psychisch labile schwarze Schaf einer seit dem Tod des Patriarchen zunehmend dysfunktionalen Familie. Bei ihrer misstrauischen Mutter und ihrem überprotektiven Bruder Bryce hat Beth einen schweren Stand. Beth’ Halt im Leben ist der sie aufrichtig liebende Peter Hamilton, der als Anwalt in der überaus renommierten Werbeagentur Chadwick Inc. der Chadwicks arbeitet. Ihre Heiratspläne mit Peter Hamilton sind dem autoritären Unternehmensvorsitzenden Bryce ein Dorn im Auge. Obwohl Bryce Chadwick die gewissenhafte Arbeitsweise seines integren Juristen zu schätzen weiß, glaubt er nicht, dass jemand ein größeres Interesse an Beth als an ihrem Geld haben könnte. Aus diesem Grund stellt er Hamilton vor die Wahl: Beth oder seine Anstellung in Chadwicks Unternehmen. Als seine Schwester von den erpresserischen Methoden Bryces erfährt, entschließt sie sich, der Tyrannei ihres Bruders ein Ende zu setzen. Beth entwickelt einen Mordplan, der trotz minuziöser Vorbereitungen eine unerwartete Wende nimmt.
Prämisse ihres Mordplans ist, Bryce dazu zu bringen ins gemeinsam von Beth und Bryce bewohnte Familiendomizil einzubrechen. Sobald Bryce schließlich ins Haus eingebrochen ist, will sie ihn aus vorgetäuschter Notwehr erschießen. In ihren Gedanken spielt Beth immer wieder die Version durch, dass Bryce von außen an ihre Verandatür hereintritt, sie ihm Eintritt gewährt, dann den Alarm auslöst und schließlich den verdutzten Bryce erschießt. Doch alle sorgfältigen Vorbereitungen des Plans waren umsonst, denn Bryce hat ohne Beth’ Wissen am Hauseingang einen Ersatzschlüssel deponiert. Entgegen Beth’ Erwartung steht Bryce am Abend der Tatausführung plötzlich an ihrer Schlafzimmertür im Hausinneren. Kurzerhand erschießt Beth ihren Bruder trotzdem, löst anschließend den Alarm aus und richtet folglich den Tatort so ein, dass alles den Anschein eines Einbruchsszenarios weckt. Zeitgleich trifft unerwartet Peter Hamilton auf dem Grundstück der Chadwicks ein, der zuerst die Schüsse und dann den ausgelösten Alarm hört. Ahnungslos über die tatsächlichen Geschehnisse nimmt er die aufgebrachte Beth in den Arm und kann nur noch den Tod von Bryce feststellen.
Columbos erste Ermittlungen lassen bei ihm Zweifel an der von Beth kolportierten Geschichte aufkommen. Zudem kann er sich nicht erklären, von wem die Abendausgabe einer Zeitung ins Haus gelangt sein soll, die im Hausflur lag. Weiterhin stellt Columbo Manipulationen an der Außenbeleuchtung der Eingangstür fest. Im Blumentopf neben der Eingangstür entdeckt Columbo die typischen Druckspuren eines Hausschlüssels. Vom Schlüssel selber ist jedoch keine Spur. Bereits am Tag nach dem Tod ihres Bruders beginnt Beth’ Transformation vom psychisch labilen und emotionalen Mauerblümchen zur zielstriebigen, erfolgs- und machtorientierten Geschäftsfrau. Zum Missfallen ihrer Mutter bringt sich Beth als neue Vorstandsvorsitzende des Familienunternehmens in Stellung.
Nach wenigen Wochen wird Beth Chadwick von einem Geschworenengericht freigesprochen. Die Umstände rund um den Tod von Bryce Chadwick werden als Unfall eingestuft. Mit dem Urteil verändert sich Beth nun immer stärker. Sie möchte ihr altes Leben komplett hinter sich lassen. Das geht einher mit signifikanten äußerlichen und charakterlichen Veränderungen ihrer Person. Beth kleidet sich nun sehr modisch und pflegt als neue selbstbewusste Vorstandsvorsitzende der Werbeagentur einen ähnlich autoritären Führungsstil wie ihr Bruder. Beth kauft sich einen neuen Ferrari 365 GTB/4 und lässt sich im Schönheitssalon behandeln. Sie obliegt dem Irrglauben, dass ihrem Partner Peter „die neue Beth“ gefällt. Doch dem behagt das äußerlich zwar deutlich hübschere, ansonsten aber wenig sympathische Auftreten von Beth keinesfalls. Besonders missfällt ihm, als Beth auf einer Vorstandssitzung die Verlobung der beiden verkündet – ohne das Peter sie oder sie Peter je gefragt hätte. Im gleichen Atemzug teilt sie den anderen Vorstandsmitgliedern mit, dass sie die neue Vorstandsvorsitzende und Peter neuer Vize-Präsident des Unternehmens sein werden. In der Folge kommt es zum ersten Mal in der Beziehung der beiden zu einem handfesten Streit, bei dem Beth Peters Eignung als zukünftiger Ehemann anzweifelt.
Trotz des Gerichtsurteils ermittelt Columbo weiter und zieht damit zunehmend Beth’ Unmut auf sich. Columbo trifft sich mit Peter und konfrontiert ihn mit der Beweislage, dass Beth die Mörderin ihres Bruders ist. Entscheidend ist nun, ob Peter sich daran erinnern kann, ob am fraglichen Abend der Alarm vor oder nach den Schüssen erschallte. Peter kann nur erläutern, dass er zuerst die Schüsse und dann erst den Alarm hörte. Columbo sucht ein letztes Mal Beth Chadwick auf und spielt mit ihr noch einmal die Geschehnisse des Tatabends unter der Berücksichtigung von Peters Zeugenaussage durch. Schließlich muss Beth erkennen, dass Columbo sie überführt hat.

## Produktion
Die Dreharbeiten von Schritte aus dem Schatten fanden vom 6. bis 19. Juli 1971 direkt im Anschluss an die Dreharbeiten zur Episode Mord unter sechs Augen statt.
Als Außenmotiv für die Chadwick-Villa diente das Katherine Emery Estate ⊙ mit der Adresse 1155 Oak Grove Avenue, San Marino, California. Das Burger-Drive-In-Restaurant Tastee Freez (heute The Oinkster), auf dessen Parkplatz Columbo und Peter Hamilton eine kurze Konversation samt Burgern halten, hat die Adresse 2005 Colorado Boulevard, Eagle Rock, California ⊙. Die Innenaufnahmen wurden wie üblich in den Kulissenbauten der Universal Studios produziert.
Wie bereits die Produktion der Folge Mord unter sechs Augen wurden die Dreharbeiten von den Turbulenzen rund um die von Peter Falk eingeforderte Tätigkeit als Regisseur für eine der kommenden Columbo-Folgen begleitet. Diese Auseinandersetzungen mit Universal Television führte Falk auch während der Dreharbeiten zu Schritte aus dem Schatten weiter und er verließ erneut mitten während der Dreharbeiten mit einem Verweis auf seinen Anwalt Bert Fields das Filmset. Erneut kam es zu zeitaufwendigen und kostspieligen Verzögerungen. Und erneut wurde in mehreren Szenen Falks Lichtdouble Robert Lance als Columbo eingesetzt. Universal war bereit auf Falk zu verzichten, doch NBC intervenierte und bestand auf eine Lösung zugunsten Falks. So einigte man sich darauf, dass Falk anstatt der ursprünglich vorgesehenen sechs Episoden noch eine weitere Folge drehen würde – diese dann mit Falk als Regisseur. Auf diese Weise konnte Universal Television das Gesicht wahren.
Für den Regisseur, Schauspieler und Produzenten Norman Lloyd war dies die einzige Columbo-Episode, die er inszenierte. Dies ist die letzte Folge, bei der die oscarprämierte Hollywoodgröße Russell Metty als Kameramann fungierte. Metty fotografierte die ersten fünf Episoden der ersten Staffel. Die Rolle der Mrs. Chadwick war die letzte schauspielerische Darbietung von Jessie Royce Landis. Sie verstarb am 2. Februar 1972.
Der englische Originaltitel Lady in waiting ist wie bei den meisten Titeln der Episoden zumindest doppeldeutig zu verstehen. Zunächst ist eine Lady-in-wating die englischsprachige Bezeichnung für eine Hofdame der Königin. In diesem Falle kann Beth Chadwick als brav dienende „Hofdame“ ihrer Mutter und „Königin“ von Chadwick Inc. Mrs Chadwick interpretiert werden. Entfernt man die Bindestriche aus dem Terminus Lady-in-waiting bleibt lediglich eine Lady in waiting übrig, und damit eine Dame in Lauerstellung. Die Dame in Lauerstellung trifft gleich doppelt auf die Rolle der Beth Chadwick zu. Einerseits befindet sie sich anfangs der Episode in Lauerstellung, um ihren Bruder zu töten. Andererseits begibt sie sich unmittelbar nach dem Tod ihres Bruders in Lauerstellung auf den Posten der Vorstandsvorsitzenden von Chadwick Incorporation.

## Besetzung und Synchronisation
Die deutschsprachige Synchronfassung entstand im Jahr 1973 bei der Lingua Film in München unter der Dialogregie und nach einem Dialogbuch von Gert Rabanus.
| Figur              | Darsteller          | Deutscher Sprecher |
| ------------------ | ------------------- | ------------------ |
| Lieutenant Columbo | Peter Falk          | Klaus Schwarzkopf  |
| Gaststars          |                     |                    |
| Beth Chadwick      | Susan Clark         | Gertrud Kückelmann |
| Mrs. Chadwick      | Jessie Royce Landis | Inge Birkmann      |
| Bryce Chadwick     | Richard Anderson    | Erik Schumann      |
| Peter Hamilton     | Leslie Nielsen      | Hartmut Reck       |
| Weitere Darsteller |                     |                    |
| Charles            | Joel Fluellen       |                    |
| 2. Detective       | Richard Bull        |                    |
| 1. Detective       | Garry Walberg       | Wolfgang Hess      |
| Hostess            | Barbara Rhoades     | Uschi Wolff        |
| Vernehmungsbeamter | Jon Lormer          |                    |
| Fred               | Frank Baxter        | Leo Bardischewski  |
| Kellnerin          | Susan Barrister     |                    |

## Rezeption
Die Fernsehzeitschrift TV Spielfilm vergab eine positive Wertung (Daumen hoch): „Routinierter Krimi mit raffiniertem Plot.“
Der Autor Michael Striss wertete mit zwei von vier Sternen (durchschnittlich). Er kritisierte die Besetzung der Widersacherin und bemängelte das Skript: „Die Episode ist insgesamt gelungen. Unglaubwürdig wirkt allerdings die plötzliche Metamorphose der grauen Maus Beth Chadwick zur herrschsüchtigen Konzernchefin. Zudem zeigt sie ob des Todes ihres Bruders keinerlei Trauer oder Schuldbewusstsein, ist im Gegenteil heiter und ausgelassen. Hier machen sich leichte Schwächen im Drehbuch bemerkbar. Zudem besitzt Susan Clark einfach nicht das Charisma vieler anderer Gaststars.“
Der Autor Mark Dawidziak hingegen meinte: „Obwohl Schritte aus dem Schatten nicht zu den besten Episoden der ersten Staffel gehört, übertrifft sie wie Mord unter sechs Augen durch die Stärke der schauspielerischen Leistungen die üblichen Krimihandlungen. Susan Clark, die gerade ihre Fernsehkarriere begann, weckt unser Mitgefühl für Beth Chadwick, ein Opfer von Arroganz und Chauvinismus. […] Trotz der Verzögerungen lieferte Lloyd eine stimmungsvolle Episode ab. Er war Produzent und Regisseur der Serie von Alfred Hitchcock, daher ist es nicht verwunderlich, dass Schritte aus dem Schatten einige Hitchcock-artige Einflüsse aufweist.“
Der Komponist Billy Goldenberg war 1972 für einen Emmy in der Kategorie Outstanding Achievement in Music Composition – For a Series or a Single Program of a Series nominiert.